# Demokratische Sozialisten
Die Demokratischen Sozialisten (DS) waren eine 1982 gegründete linkssozialistische Partei in der Bundesrepublik Deutschland, die sich Anfang der 1980er Jahre von der Politik der sozialliberalen Regierung unter Bundeskanzler Helmut Schmidt (SPD) abgewandt hatte. Die DS war gleichzeitig Alternative und Auffangbecken für einige Eurokommunisten, die mit der DKP und der SEW brachen. Sie verstand sich als „sozialistische Alternative“ zur SPD und als „demokratische“ zur DKP. Die Partei löste sich 1991 auf.

## Hintergrund
Ein wichtiger Auslöser der Abspaltung der DS von der SPD war die Kritik der DS an der Unterstützung des NATO-Doppelbeschlusses vom 12. Dezember 1979 durch die regierende SPD. Dieser Beschluss sah eine Nachrüstung mit atomar bestückten Pershing-II-Mittelstreckenraketen und Marschflugkörpern (Cruise-Missiles) auch in US-Stützpunkten auf dem Gebiet der Bundesrepublik Deutschland vor, um abermals ein Gleichgewicht im Kalten Krieg zu schaffen. Zuvor hatte die UdSSR in den westlich gelegenen Staaten des Warschauer Pakts SS-20-Raketen stationiert. Die DS lehnten die Nachrüstung der NATO ab und unterstützten damit wichtige Positionen der damaligen Friedensbewegung.

## Gründung
Die DS wurden offiziell und formal am 28. November 1982 in Münster gegründet. Vorher hatte die Bewegung ein halbes Jahr lang als Initiative Demokratischer Sozialisten existiert. Treibende Kraft hinter den DS waren die SPD-Bundestagsabgeordneten Karl-Heinz Hansen und Manfred Coppik (MdBs bis 1983). Hansen war am 13. Dezember 1981 wegen wiederholter Kritik an der eigenen Fraktion aus der Partei ausgeschlossen worden. Coppik trat aus Solidarität mit Hansen ebenfalls aus der SPD aus. Hansen und Coppik nutzten ihre Bundestagsmandate noch bis zu den Wahlen am 6. März 1983 für die Verbreitung ihrer politischen Vorstellungen zugunsten der DS. Mit dem Verlust dieser Mandate legte sich die anfänglich erregte Diskussion um die DS. Sie verschwand mehr und mehr aus dem Blickfeld der Öffentlichkeit. 
Die Demokratischen Sozialisten kooperierten mit unzufriedenen Gewerkschaftern sowie den 1979 gegründeten Grünen in außerparlamentarischen Initiativen. Sie waren vor allem in der Friedensbewegung aktiv. Des Weiteren war die DS auch ein Teil der Friedensliste, einer Vereinigung verschiedener Friedensorganisationen und -Gruppierungen, in der vor allem DKP-nahe und christliche Teile der Friedensbewegung an Wahlen teilnahmen. Diskussionen über eine Zusammenarbeit mit der Vereinigten Sozialistischen Partei (VSP) mit dem späteren Ziel einer Vereinigung führten zu keinem Ergebnis.

## Eigene Presse
Die DS gaben mit Walter Barthel zusammen als „bundesweite“ Zeitung zwischen 1982 und 1985 zunächst den Bonner Extra Dienst heraus, der wenig später in Linker Extra Dienst umbenannt wurde und vierzehntäglich erschien. Von 1985 bis zur Einstellung 1990 erschien die Linke Zeitung und danach der Der Stachel, nicht zu verwechseln mit dem gleichnamigen Organ der West-Berliner Grünen.

## Niedergang
Die DS als Partei wurde zwischen der SPD und den Grünen zerrieben und konnte immer weniger profilierte Politik machen, blieb aber als Teil der außerparlamentarischen Bewegung und als Diskussionszirkel bis zu ihrer Auflösung 1991 wahrnehmbar. Die wenigen Ex-DKP-Überläufer bekamen keine Handlungsmacht.
Die DS zogen nach dem Verlust der Bundestagsmandate von Hansen und Coppik nie in den Bundestag ein und erreichte auch in keinem Landesparlament ein Mandat. Nur in einigen Gemeinderäten war die Partei zeitweilig vertreten. Nach ihrer Auflösung 1991 setzten einige Demokratische Sozialisten ihre politische Arbeit in anderen, bereits bestehenden oder neu gegründeten Gruppierungen aus dem Spektrum der Gewerkschaften, der Alternativbewegung oder der Neuen Linken fort.

## Wahlen
- Landtagswahl in Hessen 1983: 0,10 %
- Landtagswahl in Niedersachsen 1990: 0,01 %